# Західний лелеський канал
Західний лелеський канал (словац. Západný leleský kaná) —  меліоративний канал; притока Північного радського каналу, протікає в окрузі Требишів.
Довжина приблизно 8,5—9,0 км. Витік знаходиться в масиві Східнословацька низовина.
Протікає територією сіл Затін; Боль і Сольнічка.